# Engina
Engina is een geslacht van weekdieren uit de klasse van de Gastropoda (slakken).

## Soorten
- Engina albocincta Pease, 1860
- Engina alveolata (Kiener, 1836)
- Engina androyensis Fraussen, Monnier & Rosado, 2015
- Engina annae Watters & Fraussen, 2015
- Engina armillata (Reeve, 1846)
- Engina astricta (Reeve, 1846)
- Engina australis (Pease, 1871)
- Engina bonasia (Martens, 1880)
- Engina chinoi Fraussen, 2009
- Engina cinis (Reeve, 1846)
- Engina concinna (Reeve, 1846)
- Engina corinnae Crovo, 1971
- Engina cronuchorda Fraussen & Chino, 2011
- Engina cumingiana Melvill, 1895
- Engina curtisiana (E. A. Smith, 1884)
- Engina demani De Jong & Coomans, 1988
- Engina egregia (Reeve, 1844)
- Engina epidromidea Melvill, 1894
- Engina farinosa (Gould, 1850)
- Engina fasciata (Bozzetti, 2009)
- Engina frausseni Chino, 2015
- Engina fuscolineata E. A. Smith, 1913
- Engina fusiformis Pease, 1865
- Engina goncalvesi Coltro, 2005
- Engina ignicula Fraussen, 2004
- Engina itzamnai (Watters, 2009)
- Engina lanceolata (Kuroda & Habe, 1971)
- Engina lauta (Reeve, 1846)
- Engina layardi Melvill, 1895
- Engina lignea Watters & Fraussen, 2015
- Engina lineata (Reeve, 1846)
- Engina livida (G. B. Sowerby, 1832)
- Engina macleani Olsson, 1971
- Engina magnifica Fraussen, Monnier & Rosado, 2015
- Engina mandarinoides Fraussen & Chino, 2011
- Engina mantensis Bartsch, 1928
- Engina maura (G. B. Sowerby, 1832)
- Engina mendicaria (Linnaeus, 1758)
- Engina menkeana (Dunker, 1860)
- Engina mirabilis Fraussen & Stahlschmidt, 2015
- Engina mundula Melvill & Standen, 1885
- Engina muznoides Fraussen & Van Laethem, 2013
- Engina natalensis Melvill, 1895
- Engina notabilis Fraussen & Chino, 2011
- Engina obliquecostata (Reeve, 1846)
- Engina ovata Pease, 1865
- Engina permixta Watters & Fraussen, 2015
- Engina phasinola (Duclos, 1840)
- Engina polychloros (Tapparone Canefri, 1880)
- Engina pulchra (Reeve, 1846)
- Engina pyrostoma (G. B. Sowerby, 1832)
- Engina resta (Iredale, 1940)
- Engina ryalli Rolán & Fernandes, 1995
- Engina siderea (Reeve, 1846)
- Engina solida Dall, 1917
- Engina spica Melvill & Standen, 1895
- Engina strongi Pilsbry & Lowe, 1932
- Engina tabogaensis Bartsch, 1931
- Engina trifasciata (Reeve, 1846)
- Engina tuberculosa Pease, 1863
- Engina turbinella (Kiener, 1836)
- Engina williamsae Watters & Fraussen, 2015
- Engina zea Melvill, 1893
- Engina zepa (Duclos, 1848)
- Engina zonalis (Lamarck, 1822)